# Poikilacanthus macranthus
Poikilacanthus macranthus är en akantusväxtart som beskrevs av Gustav Lindau. Poikilacanthus macranthus ingår i släktet Poikilacanthus och familjen akantusväxter. Inga underarter finns listade i Catalogue of Life.